# Rogers Arena
El Rogers Arena (antiguamente conocido como General Motors Place, o Canada Hockey Place durante los Juegos Olímpicos de Vancouver 2010) es un estadio multipropósito ubicado en la ciudad de Vancouver, Columbia Británica, Canadá.
Es el estadio de los Vancouver Canucks, que juegan en la National Hockey League. Está patrocinado por la empresa General Motors Canada, de donde toma su nombre, es un estadio muy conocido hoy en día.

## Historia
General Motors Place fue terminado en 1995 y se inauguró el 21 de septiembre de ese mismo año. Se construyó para sustituir al antiguo Coliseo del Pacífico, que hasta 1995 era la sede de los eventos de hockey, baloncesto y algunos conciertos.
En 1995 se convirtió en la casa de los Vancouver Canucks de la National Hockey League y de los Vancouver Grizzlies de la National Basketball League, los Vancouver Grizzlies tuvieron como sede este estadio desde 1995 hasta 2001, cuando el equipo fue vendido y pasaron a llamarse Memphis Grizzlies y empezaron a jugar en el Pyramid Arena de la ciudad de Memphis.